# Divisões administrativas em 1979
Nesta página encontrará referências aos acontecimentos directamente relacionados com a regiões administrativas ocorridos durante o ano de 1937.

## Eventos
- 1 de janeiro - O sul do Mato Grosso se emancipa e passa a ser o Estado do Mato Grosso do Sul.
- 3 de fevereiro - Em Portugal, Torres Vedras é elevada a cidade.
- 22 de fevereiro - Independência de Santa Lúcia.
- 17 de setembro - Amadora (Portugal), foi elevada a cidade.
- 1 de maio - A Groelândia (br) ou Gronelândia (pt) alcança a sua autonomia.
- 10 de maio - Os Estados Federados da Micronésia se tornam auto-governantes.
- 12 de Julho - Independência de Kiribati.